# Karići (Jajce, BiH)
Karići je naseljeno mjesto u općini Jajce, Federacija Bosne i Hercegovine, BiH.
Mjesto je udaljeno oko 6 kilometara od Jajca, na dnu Dnolučke kotline.

## Stanovništvo

### 1991.
Nacionalni sastav stanovništva 1991. godine, bio je sljedeći:
ukupno: 249
- Hrvati - 249

### 2013.
Nacionalni sastav stanovništva 2013. godine, bio je sljedeći:
ukupno: 160
- Hrvati - 135
- Bošnjaci -  24
- Srbi - 1

## Vanjske poveznice
- Satelitska snimka  Arhivirana inačica izvorne stranice od 25. rujna 2020. (Wayback Machine)